# Museo Mondonovo Maschere
Il Museo mondonovo è un museo civico situato a Malo, in provincia di Vicenza, che fa parte della rete territoriale Musei Altovicentino.

## Sede

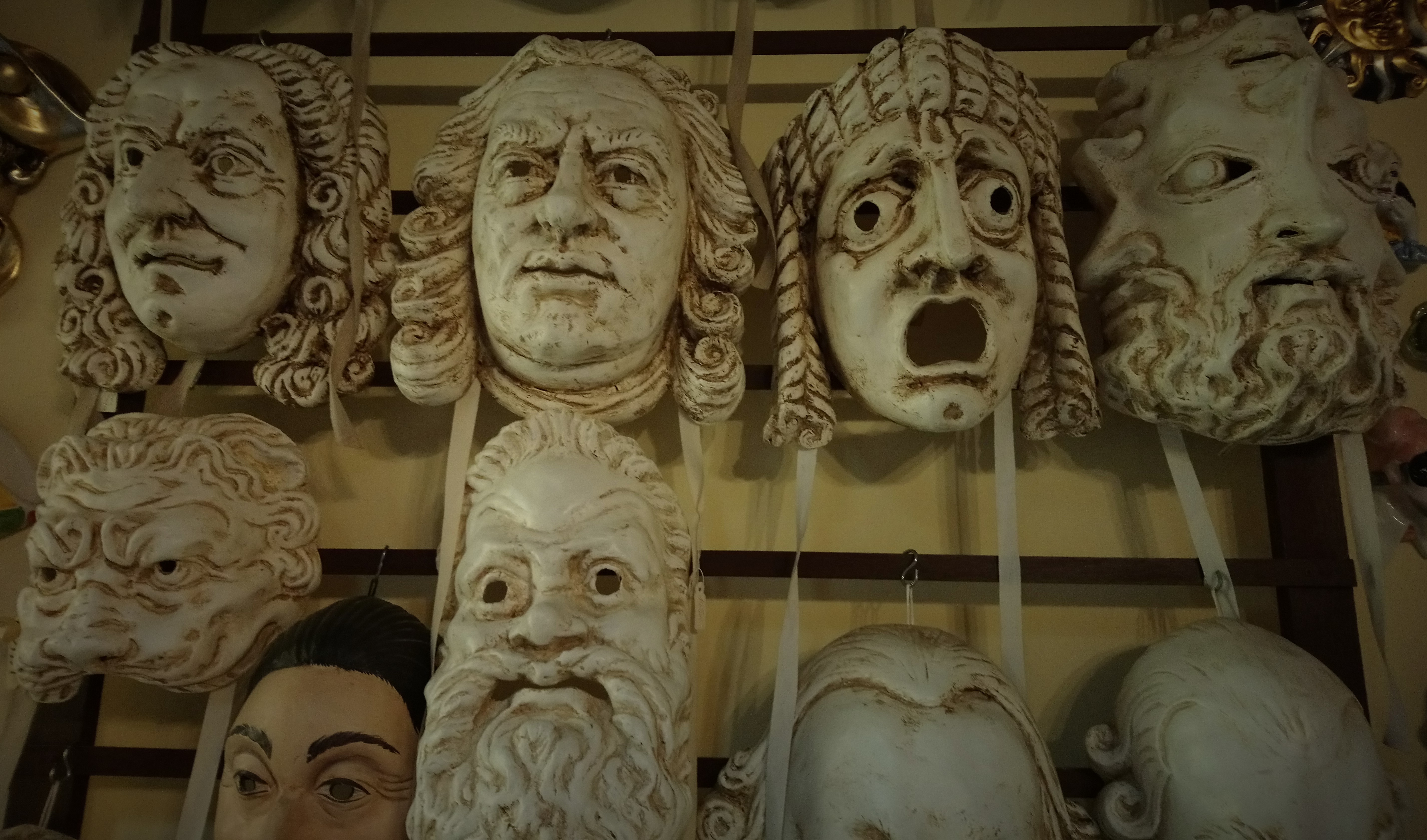
maschere del teatro classico.

Il museo è ospitato all'interno del palazzo Corielli. L'edificio è strutturato su tre livelli. 
Il palazzo viene edificato intorno alla metà del Settecento, acquistato il 15 giugno 1889 da Giuseppe Corielli di Francesco, giunto a Malo nella seconda metà del XIX° secolo.

## Storia
La famosa bottega di maschere in cartapesta, “Mondonovo”, che aveva precedentemente sede a Venezia, dove si svolge il Carnevale di Venezia, nel 2011 è stata trasferita integralmente a Malo e trasformata in museo-laboratorio.

## Percorso espositivo
Il museo, ospitato al piano nobile dell’elegante palazzo Corielli, dimora settecentesca dell’omonima famiglia dedita a Malo alla lavorazione della seta, dal 25 settembre 2011 mette a disposizione del pubblico 250 opere, 500 matrici, una biblioteca- archivio, nonché strumenti di lavoro, oggetti e mobili antichi.